# アシルトランスフェラーゼ

アシル基

アシルトランスフェラーゼ (Acyltransferase) は、アシル基に作用する転移酵素の一種である。
以下のような例が存在する。
- グリセロンリン酸 O-アシルトランスフェラーゼ
- ホスファチジルコリン-ステロール O-アシルトランスフェラーゼ
- 長鎖アルコール O-脂肪酸トランスフェラーゼ